# Paul Sander
Paul Georg Sander (* 3. Juli 1866; † 2. Mai 1919) war ein deutscher Historiker.

Sander wurde nach einem Studium der Geschichte an der Universität Straßburg 1893 promoviert und habilitierte sich 1906 an der Friedrich-Wilhelms-Universität zu Berlin für Verfassungs- und Wirtschaftsgeschichte. Er lehrte als Professor an der Karls-Universität Prag und beschäftigte sich unter anderem mit der Geschichte von Nürnberg im Spätmittelalter. Er war gemeinsam mit Georg von Below und Friedrich Keutgen Herausgeber der Reihe Ausgewählte Urkunden zur deutschen Verfassungs- und Wirtschaftsgeschichte und mit Heinrich Rauchberg, Ludwig Spiegel, Arthur Spiethoff und Robert Zuckerkandl der Prager Staatswissenschaftlichen Untersuchungen.

## Schriften (Auswahl)
- Der Kampf Heinrichs IV. und Gregors VII. von der zweiten Exkommunikation des Königs bis zu seiner Kaiserkrönung. (März 1080 – März 1084). Phil. Diss. Straßburg 1893.
- Die reichsstädtische Haushaltung Nürnbergs. Dargestellt auf Grund ihres Zustandes von 1431 bis 1440. 2 Bde., Teubner, Leipzig 1902.
- Feudalstaat und bürgerliche Verfassung. Ein Versuch über das Grundproblem der deutschen Verfassungsgeschichte. Bath, Berlin 1906.
- Geschichte des deutschen Städtewesens (= Bonner Staatswissenschaftliche Untersuchungen. H. 6). K. Schroeder, Bonn, Leipzig 1922.
- (Hrsg.) Urkunden zur Geschichte der Territorialverfassung (= Ausgewählte Urkunden zur deutschen Verfassungs- und Wirtschaftsgeschichte. Bd. 2). Kohlhammer, Stuttgart 1922–1926. 
  - Bd. 1: Die reichsrechtlichen Grundlagen. 1924;
  - Bd. 2: Ministerialität und Hofämter. 1922;
  - Bd. 3: Die Entstehung der landständischen Verfassung. 1923;
  - Bd. 4: Hausgesetze und Verträge. 1926.